# Nikolina Kovačič
Nikolina Kovačič (* 30. April 1986 in Rijeka, Jugoslawien) ist eine kroatische Volleyballspielerin.

## Karriere
Kovačič begann ihre Karriere in ihrer Heimatstadt bei ZOK Rijeka. Von 2005 bis 2007 gewann sie mit dem Verein dreimal in Folge den nationalen Pokal. 2007 und 2008 wurde Rijeka kroatischer Meister. Aus Kroatien wechselte die Außenangreiferin zum deutschen Bundesligisten 1. VC Wiesbaden. Später spielte sie beim italienischen Verein Infotel Forlì sowie bei Oxidoc Palma, bevor sie vom Schweizer Erstligisten VBC Voléro Zürich verpflichtet wurde. 2011 debütierte Kovačič in der kroatischen Nationalmannschaft. Sie spielte im gleichen Jahr noch einmal für ZOK Rijeka. Ende Januar 2012 wechselte sie zum Bundesligisten VfB 91 Suhl. 2012/13 spielte Kovačič beim Ligakonkurrenten Alemannia Aachen. Danach wechselte sie zum türkischen Zweitligisten Rota Koleji Gazi Gençlik.